# Чёрная берёза
«Чёрная берёза» — советский двухсерийный художественный фильм о войне и судьбе человека.

## Сюжет
Действие фильма разворачивается в самом начале Великой Отечественной войны. Лейтенант Красной Армии Андрей Хмара контужен в боях под Минском. Он попадает к партизанам, где женщина-врач спасает ему жизнь. В августе 1941 года за помощь советскому воину женщину расстреляли, а её сын остался сиротой.
Закончилась война, прошли годы. Бывшие партизаны возвращаются домой и восстанавливают из руин разрушенный завод. Герой войны Андрей женится и усыновляет сироту — сына спасшей его и погибшей женщины.

## В ролях
- Евгений Карельских — Андрей Хмара
- Наталья Бражникова — Надя Сташёнок
- Ирина Алфёрова — Таня
- Владимир Кулешов — Макар Петрович Журавель
- Олег Хабалов — Павел
- Джемма Фирсова — Антонина Ивановна
- Эгле Габренайте — Анна Фёдоровна
- София Тимофеева — цыганка
- Любовь Малиновская — Алексеиха
- Леонид Данчишин — Махнач
- Владимир Дичковский — Генка
- Андрей Василевский
- Антонина Бендова — Полина
- Валентин Белохвостик — Иван Климов

## Награды
- 1978 — Второй приз на кинофестивале в Ереване за лучшее исполнение женской роли (Наталья Бражникова)